# Heliconia rostrata

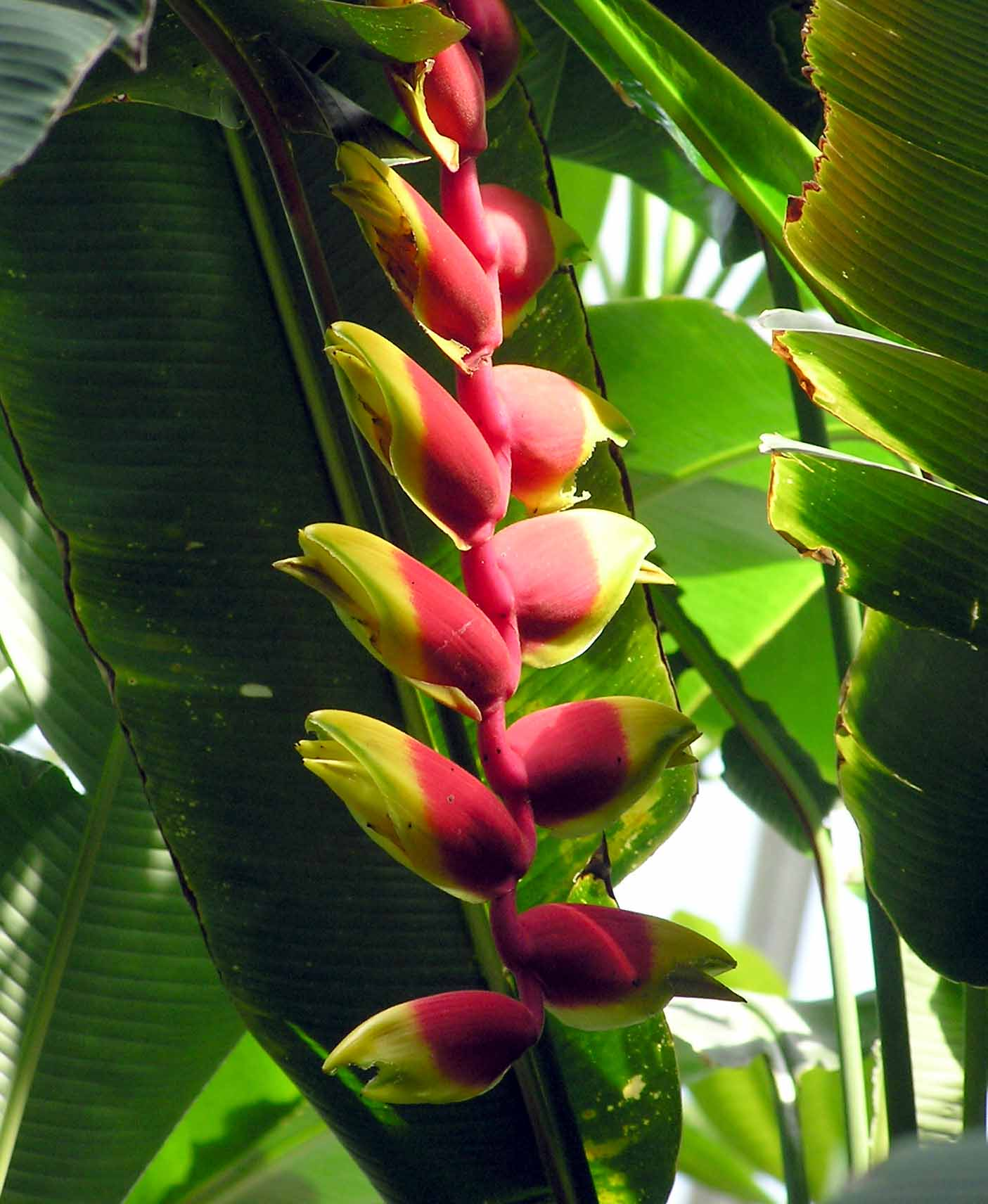
Exemplaar in Kew Gardens

Heliconia rostrata is een plant uit de familie Heliconiaceae.
Het is een rechtopstaande, tot 6,5 meter hoge, overblijvende, kruidachtige, groenblijvende plant met een krachtige wortelstok. De plant heeft een vlezige, 90-150 centimeter lange schijnstam van in elkaar geschoven bladscheden, vergelijkbaar met die van banaan. De afwisselend geplaatste, enkelvoudige bladeren zijn langgesteeld, groen, leerachtig, lang-elliptisch en 0,5–2 meter lang en 15–40 centimeter breed. Ze hebben een breed afgeronde voet en een dikke, vaak paarsgekleurde middennerf. Tussen de wijd afstaande zijnerven is het blad vaak veervormig ingescheurd.
De plant heeft hangende, 30-100 centimeter lange bloeiwijzen die van een hoogte van 1–3 meter naar beneden hangen. Ze hebben een boogvormige steel en bestaan uit twaalf tot vijfendertig, afwisselend geplaatste, 6–20 bij 2–8 centimeter grote, bootvormig uitgeholde, felrode schutbladeren met een groengerande, gele top. Tussen de schutbladeren groeien de bloemen in groepjes op 1–3 centimeter lange stelen. De bloemen zijn buisvormig, iets gebogen, felgeel, 3,5–5,5 centimeter lang en hebben een witte voet en meestal een groene top. De vruchten zijn afgerond driekantige, circa 1 centimeter grote steenvruchten. De vruchten rijpen van geel naar donkerblauw of violet en bevatten drie harde zaden.
De bestuiving wordt uitgevoerd door vogels als de haaksnavelkolibrie en de roodstaarthaaksnavelkolibrie, die bij het opzuigen van de nectar op de schutbladeren gaan zitten.
De plant komt van nature voor in Zuid-Amerika waar hij voorkomt in de struiklaag in het laagland in Brazilië, Peru, Colombia en Bolivia. Hij gedijt bij temperaturen boven de 15 °C en wordt wereldwijd in de tropen aangeplant. In Europa worden de bloeiwijzen aangeboden als snijbloem, die meerdere weken goed kan blijven. De plant kan in gematigde streken in een broeikas worden gehouden.